# Svart hedfly
Svart hedfly, Sympistis nigrita är en fjärilsart som beskrevs av Jean-Baptiste Boisduval 1840. Svart hedfly ingår i släktet Sympistis och familjen nattflyn, Noctuidae. Arten är reproducerande i både Sverige och Finland. Enligt den finländska rödlistan är arten Sårbar, VU i Finland, medan den i Sverige är bedömd som livskraftig, LC. Två underarter finns listade i Catalogue of Life, Sympistis nigrita kolthoffi Aurivillius, 1890 och Sympistis nigrita zetterstedtii Staudinger, 1857